# Urraca Viegas de Ribadouro
Urraca Viegas de Ribadouro (conhecida também como Meana D. Urraca) (antes de 1140 - 26 de setembro de 1218), foi uma rica-dona portuguesa, e senhora de várias honras..

## Primeiros anos
Urraca era filha do célebre Egas Moniz, o Aio, e da sua segunda (ou única) esposa, Teresa Afonso de Celanova, sendo provavelmente das filhas mais novas do prócere, tendo em conta a datação tardia do seu aparecimento na corte e inclusive da sua morte.
Deveria ser ainda muito jovem aquando da morte do seu pai, em agosto de 1146. Até então a família havia sido das mais influentes de então na corte portuguesa: o seu pai havia sido o aio do então Rei de Portugal, Afonso Henriques, e os filhos mais velhos, Lourenço e Afonso, provavelmente criados em conjunto com o próprio monarca, desfrutavam de uma relação bastante próxima com o mesmo.

### Testamento paterno
Aquando da morte de Egas Moniz, os irmãos regressariam provavelmente da corte para dividir os bens do pai com a mãe. Ao seu irmão Lourenço, Egas passara a honra de Fonte Arcada, os cargos curiais (tenente de Lamego), o títulos de “conde” e senhor de Neiva e ainda a responsabilidade de ajudante na governação do reino. A Afonso o seu pai doou, de entre várias posses, as suas honras de Resende, Alvarenga e Lumiares; a Soeiro, couberam as honras de Vila Cova e Fontelo. A si, a honra de Mezio, e às suas irmãs Dórdia e Elvira, couberam respetivamente as honras de Lalim e Britiande.. Dado que os filhos mais novos eram provavelmente menores, a sua mãe Teresa ter-se-á encarregado do governo das honras que lhes couberam.

## Gestão fundiária
Surge primeiramente documentada em 1160 (contando provavelmente com não mais de vinte anos), quando vende ao Mosteiro de Salzedas a sua parte da herança paterna no couto de Argeriz, à semelhança de vários dos seus irmãos.
De facto, Urraca destaca-se sobretudo pela sua ligação a vários mosteiros, de entre os quais, a destacar, os importantes cenóbios de Salzedas, Tuías e Tarouquela. numa carta datada de 28 de janeiro de 1173, o cardeal-legado Jacinto nomeia-a como possuidora, ampliadora e benfeitora do mosteiro de Tuías, ficando conhecida por meana de Tuías ou meana Urraca Viegas de Tuías.
O Mosteiro de Salzedas seria, contudo, o mais beneficiado por Urraca: entre 1174 e a sua morte, Urraca não parará de doar bens para o referido cenóbio. Destaque para uma doação de umas casas herdadas do pai em Lamego, doação que realiza com os filhos, e outra de alguns bens em Queimada e Queimadela por alma de um seu filho, Fernando Gonçalves, morto provavelmente havia pouco tempo, se não nesse ano de.
Urraca não doou somente bens a instituições religiosas: em 1200 fez uma doação da sua parte de uma albergaria em Marco de Canaveses a um casal, Mem Pais e Ermesinda.

## Funções na corte
Segundo as Inquirições Gerais, Urraca terá sido aia da infanta Mafalda, filha de Sancho I de Portugal, e criou-a na sua honra de Louredo, perto de Penafiel. Mafalda é referida como adotada, sendo "recebida como filha" no testamento de Urraca.

## Morte e posteridade
Em outubro de 1199, Urraca redigiu o seu testamento: nele figurava-se a seguinte divisão: dos seus bens, metade reverteria para o Mosteiro de Salzedas, para lá garantir o seu sepultamento. A outra metade deveria ser dividida igualmente entre as suas netas de sangue, filhas de Rui Vasques de Barbosa, e a outra metade deveria ser herdada pela infanta Mafalda. Pelos bens que possui após a morte de Urraca, é provável que a infanta-rainha tenha herdado, entre vários bens, o Mosteiro de Tuías.
Faleceu a 26 de setembro de 1218, e sepultou-se, como manifestara vontade, no Mosteiro de Salzedas.
Em 1222, sabe-se que a infanta-rainha doou parte do padroado da igreja de Britiande pela sua alma e a da sua ama.

## Matrimónio e descendência
Urraca casou duas vezes. A ordem atribuída aos casamentos não é ainda consensual.
Terá desposado pela primeira vez com Gonçalo Rodrigues da Palmeira , provavelmente por volta de 1160, de quem teve:
- Gonçalo Gonçalves de Palmeira[11][4], casado com Maria Pais de Valadares[4];
- Fernão Gonçalves de Palmeira[11][4] (m. c.1195). A mãe doa posses e Queimada e Queimadela ao Mosteiro de Salzedas pela sua alma[1].

Viúva por volta de 1177, voltaria a casar com o Conde Vasco Sanches de Celanova , através do qual se passaria inclusive a intitular-se Condessa. Deste casamento resultou a seguinte descendência:
- Rodrigo Vasques de Celanova, casado com Maria Pais de Valadares[4]. As duas filhas que teve, Maria e Teresa Rodrigues de Celanova, serão beneficiárias do testamento da avó, juntamente com a infanta-rainha Mafalda[9].
- Gonçalo Vasques de Celanova[4], sem descendência.